# Herberg d'Eenhonderd Roe
Herberg d'Eenhonderd Roe was een herberg en uitspanning in de gemeente Sloten in Noord-Holland. De herberg was gelegen op een afstand van honderd roede (bijna vierhonderd meter) ten westen van de Haarlemmerpoort, de toenmalige gemeentegrens met Amsterdam en van 1632 tot 1883 het vertrekpunt van de trekschuit naar Haarlem. 

## Geschiedenis

### Herberg
De Amsterdamse roede bestond uit 13 voeten en mat 3,68 meter. De plek waar de herberg stond is daarom bewust gekozen. Uit strategische belang wilde de stad een vrij en onbelemmerd schootsveld rond de muren. Bij een octrooi van de Staten van Holland van 1613 had Amsterdam het recht gekregen om binnen een grens van honderd roede vanaf de westelijke singelgracht alle "timmeragie", ook die in buurgemeenten, te verbieden. Daarbuiten kon wel gebouwd worden. De herberg is daarom uit zakelijke overweging gevestigd op de dichtstbijzijnde plaats bij de stad waar de bebouwing weer was toegestaan. De stad kende in de loop van de tijd allerlei rechten die zij over haar omgeving mocht uitoefenen. Die rechten golden zowel voor de aanhouding van misdadigers en het verbannen van veroordeelden. Ook had de stad het recht de buurgemeenten beperkende economische bepalingen op te leggen.
Wanneer de herberg precies geopend werd is niet bekend maar de herberg stond aan de Haarlemmertrekvaart in de weilanden en bestond uit twee verdiepingen, zolder en aan de voorkant een terras met serre. De herberg had een bedenkelijke reputatie vanwege de goedkope belastingvrije drank die er geschonken werd en trok daardoor nogal wat ruige klanten aan. Hier werd ook Hartjesdag gevierd vernoemd naar de dag dat burgers op herten mochten jagen in de Kennemerduinen. Op deze dag werd de nodige drank genuttigd, vonden er verkleedpartijen plaats met mannen in vrouwenkleding en vrouwen in mannenkleding en werd er vuurwerk afgestoken.

### Station
Het Station d'Eenhonderd Roe van de eerste spoorlijn in Nederland dat op 20 september 1839 werd geopend was vernoemd naar de herberg. Het station lag aan de overzijde van de Haarlemmertrekvaart en was met een houten brug verbonden met de herberg. De omnibussen uit de stad kregen een standplaats voor de herberg en de wachtende konden gebruik maken van het overdekte terras. Al in 1842 werd het station vervangen door het station Amsterdam Willemspoort en verloor de herberg de treinreizigers als klant.   

### Annexatie
In 1877 werd dit gedeelte van Sloten, dat overigens een ruige reputatie genoot, door Amsterdam geannexeerd. Wanneer de herberg precies verdween is niet bekend maar hier ligt nu het Westerpark en de gebouwen van de voormalige Westergasfabriek. Nu hebben de gebouwen onder de naam "Westergas" een culturele en recreatieve bestemming net als de voormalige herberg.

### Naam
De naam "roe" komt ook voor in de naam van de molen de Twaalfhonderd Roe die aan de Haarlemmerweg bij de Willem Molengraafstraat staat. Tot 1961 stond aan de Haarlemmerweg ook de molen Elfhonderd Roe die werd gedemonteerd en opnieuw opgebouwd en sindsdien in het sportpark Ookmeer staat.
De Tweehonderd Roe was een halte van de trekschuit bij Halfweg en de Driehonderd Roe een uitspanning bij de Amsterdamse Poort in Haarlem. De namen waren niet afgeleid van de Amsterdamse roe.